# Medalia „Custodele Coroanei române”
Medalia „Custodele Coroanei române” este o distincție creată în anul 2012 de Regele Mihai I al României, șeful Familiei Regale a României.
Spre deosebire de celelalte decorații regale, medalia s-a acordat, încă de la înființare prin decizia Majestății Sale Margareta, Custodele Coroanei române, în timpul vieții tatălui său, când aceasta a deținut titlul de Principesă Moștenitoare.
Medalia „Custodele Coroanei române” este o medalie de merit. Ea poate fi acordată persoanelor cu realizări ieșite din comun în România, în domeniile social, ecologic, al dezvoltării durabile, în științe și arte, precum și pentru performanțe excepționale în diverse profesii și meșteșuguri.

## Descriere
Medalia „Custodele Coroanei române” este de formă ovală, cu dimensiunile ovalului de 40x30 mm, și este confecționată din argint cu puritate de 925‰. 
Pe avers este reprezentat chipul în profil dreapta al Custodelui Coroanei, înconjurat în partea se sus de cuvintele „MARGARETA, CUSTODELE COROANEI ROMÂNE”, iar în partea de jos, între două puncte, apare trecut anul de înființare al medaliei – 2012. Pe revers este stampată în relief Cifra Custodelui Coroanei, formată din litera M prevăzută deasupra cu o coroană.
Deasupra ovalului este coroana regală, prinsă printr-un anou de panglica din moar albastru, care are pe fiecare margine o dungă argintie. 
La decorația pentru bărbați, panglica este de formă dreptunghiulară, iar la cea pentru femei, de forma unei funde cu nod. Decorația se prinde cu ac, precum broșa, la piept, în partea stângă, deasupra inimii.

## Persoanele și instituțiile decorate
Anul 2015
1. Domnul Florin Iacobescu
2. Școala Gimnazială Margareta a României
3. Contesa Susannah Antamoro de Cespedes (Elveția)
4. Doamna Jean Milligan (Elveția)
5. Doamna Alexandra Dăriescu (Regatul Unit)
Anul 2016
6. Doamna Mihaela Minu
7. Domnul Dan Mocanu
8. Doamna Simona Baciu
9. Doamna Dana Pîrțoc
10. Doamna Corina Șuteu
11. Doamna Anca Harasim
12. Doamna Monica Minoiu
13. Domnul S. P. O’Mahoney
14. Profesorul Adrian Curaj
15. Dr. Radu Dop
16. Domnul Mugurel Mărgărit
17. Domnișoara Liana Greavu
18. Doamna Gabriela Iordache
19. Domnul Sorin Marinescu
20. Doamna Viorica Chiru
21. Doamna Ioana Petrea
Anul 2020
22. Doamna Angela Galeta
23. Doamna Ana Katharina Schreidreter
24. Doamna Cristina Buja
25. Doamna Roxana Molocea
26. Doamna Victoria Mitrofan-Crețu
27. Doamna Oana Budiș
Anul 2021
28. Domnul Shajjad Rizvi
Anul 2022
29. Doamna Anne-Marie Martin (Regatul Unit)
Anul 2023
30. Doamna Cătălina Rousseau
31. Doamna Bianca Brad
Anul 2024
32. Festivalul Internațional de Film București
33. Dr. Alexandra Stähli (Elveția)
34. Domnul Răzvan Apetrei
Anul 2025
35. Doamna Dorica Dan
36. Festivalul internațional de muzică EUROPAfest